# الجبهة العربية التقدمية
الجبهة العربية التقدمية كانت تحالفا سياسيا في لبنان أسسه كمال جنبلاط في أكتوبر 1961. تأسس التحالف ردا على تفكك الجمهورية العربية المتحدة. عارضت الانفصال السوري ودعت إلى دعم جمال عبد الناصر. تتكون الجبهة العربية التقدمية من الحزب التقدمي الاشتراكي وحركة القوميين العرب. كان ذلك في معظمه يتطابق مع جبهة النضال الوطني البرلماني ولكن من خلال الجبهة العربية التقدمية انضم النائب عصام الحجار إلى أعضاء الحزب الستة في مجلس النواب. استند برنامج الجبهة العربية التقدمية إلى القومية العربية والاشتراكية.